# Робърт Лангдън
Робърт Лангдън е измислен герой, професор и уважаван учен по религиозна символика в Университета в Харвард в романите Шестото клеймо и Шифърът на Леонардо от Дан Браун. Том Ханкс играе ролята на Лангдън във филмите, базирани на двата романа.
 Внимание:  Текстът по-долу разкрива сюжета на произведението (или части от него)!
В началото на Шестото клеймо Робърт Лангдън е повикан в офиса на CERN в Швейцария, за да открие религиозна символогична връзка, водеща към убийството на учена Леонардо Ветра. Лангдън заминава за Ватикана, за да разбули тайните на Илюминатите, антирелигиозно тайно общество, чиито членове, според сюжета на книгата, са дълбоко внедрени в най-големите политически, икономически и религиозни институции. Лангдън трябва да разгадае много кодове и загадки, за да достигне до убиеца на учена, както и до отговора на въпроса защо се случва всичко това.
В началото на Шифърът на Леонардо, Лангдън е в Париж да чете лекция за труда си. Робърт Лангдън е имал уредена среща с Жак Сониер, куратора (уредник) на Лувъра, която не се състои. Френската полиция го открива в хотелската му стая. От тях Лангдън научава, че Сониер е бил убит и те искат от него незабавна помощ в Лувъра за разкриване на престъплението. Лангдън все още не знае, но той е основният заподозрян в убийството и е повикан на местопрестъплението, за да може полицията да изтръгне от него самопризнание. Той прекарва останалата част от романа в опити за избягване на полицията и в опити да разкрие мистерията за древно тайно общество, някога ръководено от самия Леонардо да Винчи, Орден на Сион. В края на романа Лангдън разкрива предполагаемата мистерия за Мария Магдалина и свещения граал.